# Saint-Myon
Saint-Myon is een gemeente in het Franse departement Puy-de-Dôme (regio Auvergne-Rhône-Alpes) en telt 377 inwoners (2004). De plaats maakt deel uit van het arrondissement Riom.

## Geografie
De oppervlakte van Saint-Myon bedraagt 5,5 km², de bevolkingsdichtheid is 68,5 inwoners per km².
De onderstaande kaart toont de ligging van Saint-Myon met de belangrijkste infrastructuur en aangrenzende gemeenten.

## Demografie
Onderstaande figuur toont het verloop van het inwonertal (bron: INSEE-tellingen).